# Bacher Lay
Die Bacher Lay ist ein 44,7 ha großes Naturschutzgebiet im Westerwaldkreis in Rheinland-Pfalz und ein Geotop des Geoparks Westerwald-Lahn-Taunus.

## Lage
Es handelt sich um einen stillgelegten Basaltsteinbruch, der zwischen Bad Marienberg und Nisterau direkt an der Schwarzen Nister, einem Zulauf der großen Nister, gelegen ist. Der Name leitet sich von dem früher eigenständigen Ort Bach, der heute ein Ortsteil der Gemeinde Nisterau ist, ab; Lay bedeutet in diesem Fall Steinbruch. Das Gebiet erstreckt sich in Teilen über die Gemarkungen Bad Marienberg, Bach, Eichenstruth und Stockhausen-Illfurth.
Die Bacher Lay ist gekennzeichnet durch eine mächtige, fast senkrechte Basaltsteinwand, die durch den früheren Basaltabbau entstanden ist. Das nahegelegene "Pfaffenmal", ein 18 Meter hoher Säulenbasaltkegel in Meilerstellung, ist auch sehenswert. Bis zur Bacher Lay sind es von der Stadtmitte Bad Marienberg zu Fuß ca. 4 Kilometer.

## Naturschutzgebiet
Die Bezirksregierung Koblenz erließ am 28. Oktober 1996 hierzu eine Rechtsverordnung, in welcher der Schutzzweck wie folgt beschrieben ist:
„Schutzzweck ist die Erhaltung und Entwicklung der ‚Bacher Lay‘ mit ihren stehenden und fließenden Gewässern mit flachen und steilen Uferbereichen, mit ihren Trockenrasen, Hochstaudenfluren und Basalt-Steilwänden als Lebensraum seltener, in ihrem Bestande bedrohter Tier- und Pflanzenarten – insbesondere von Amphibien, Reptilien und Vogelarten sowie Orchideenarten“.

## Bilder

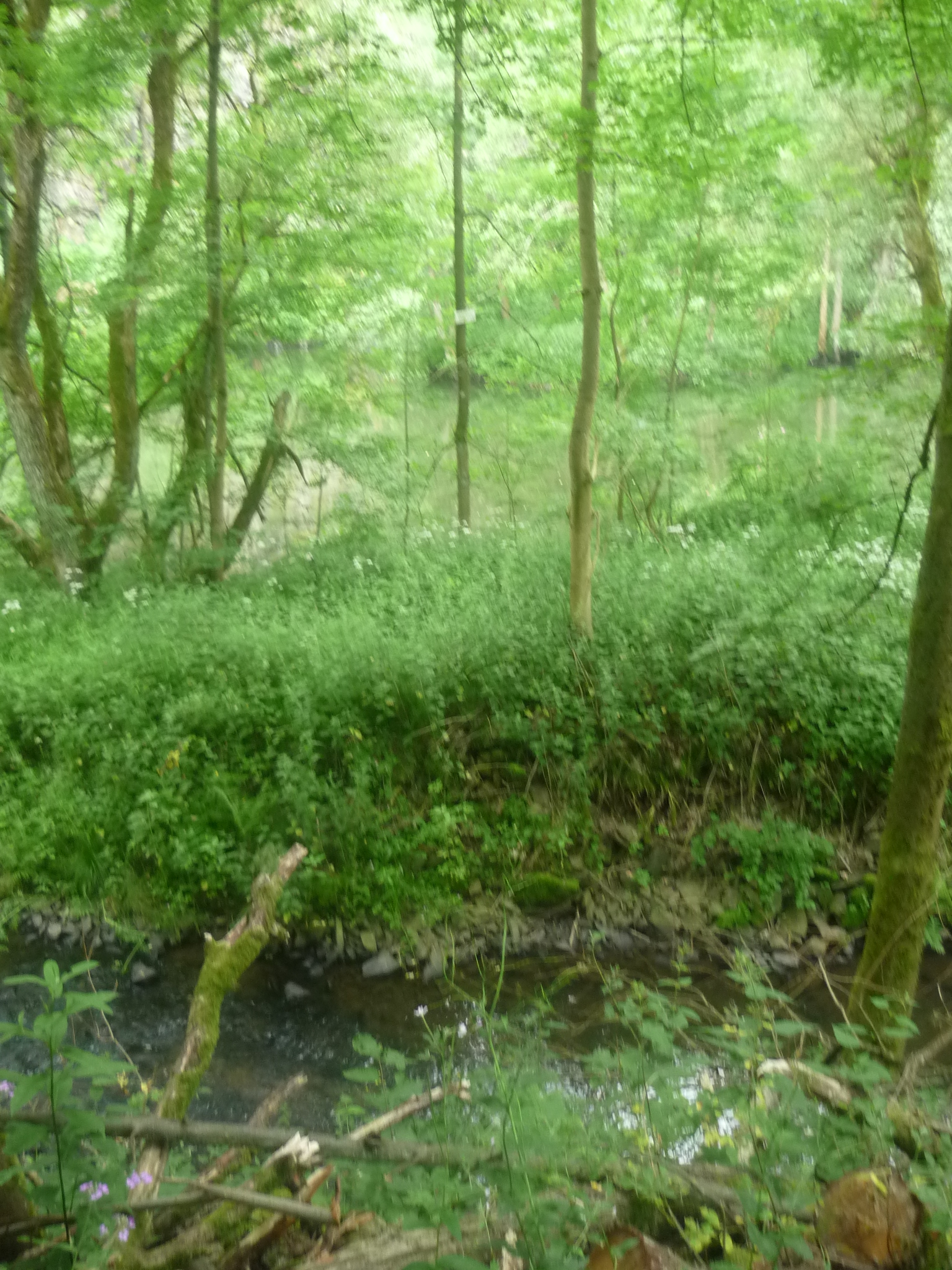
Bacher Lay
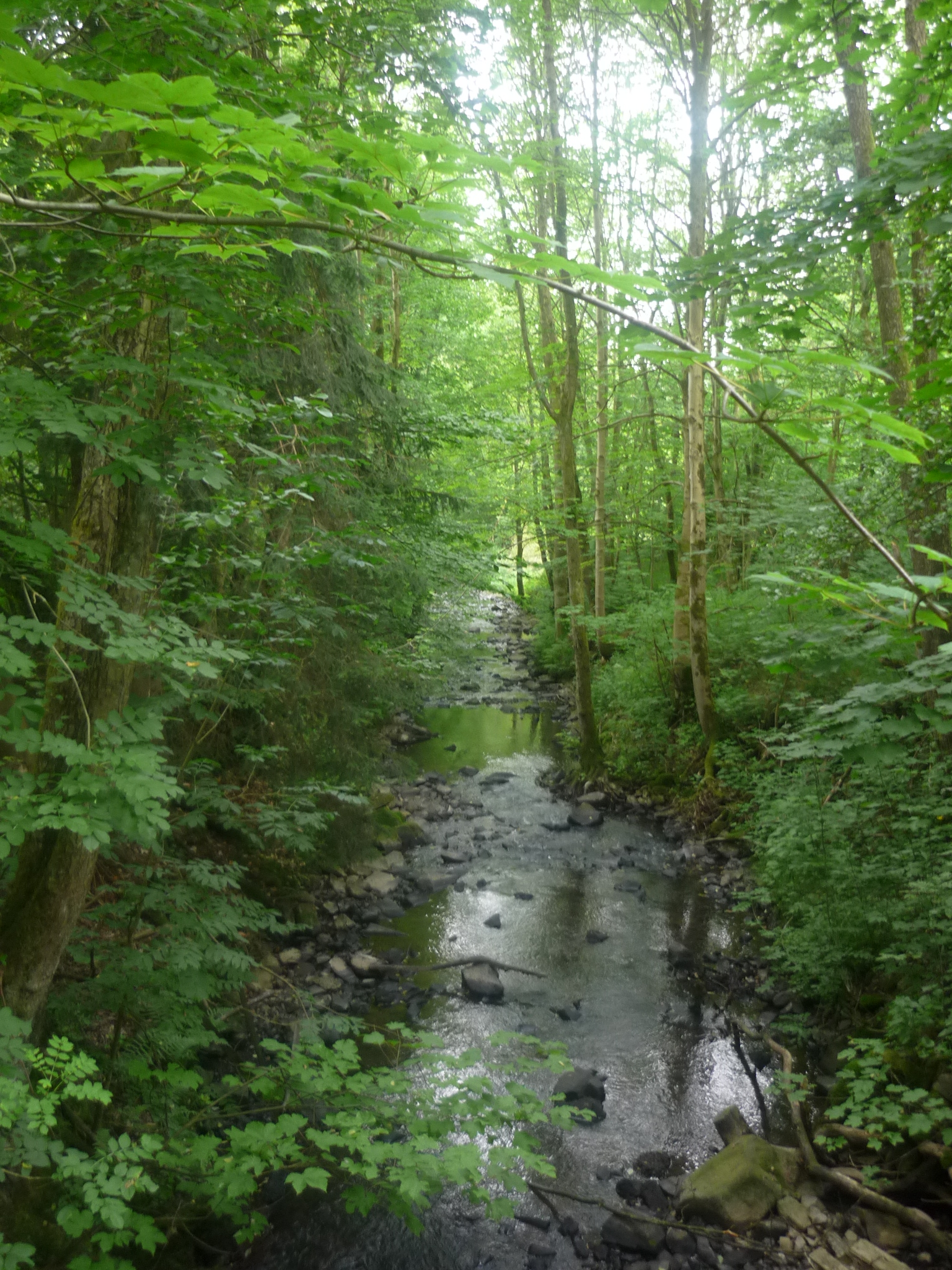
Bacher Lay
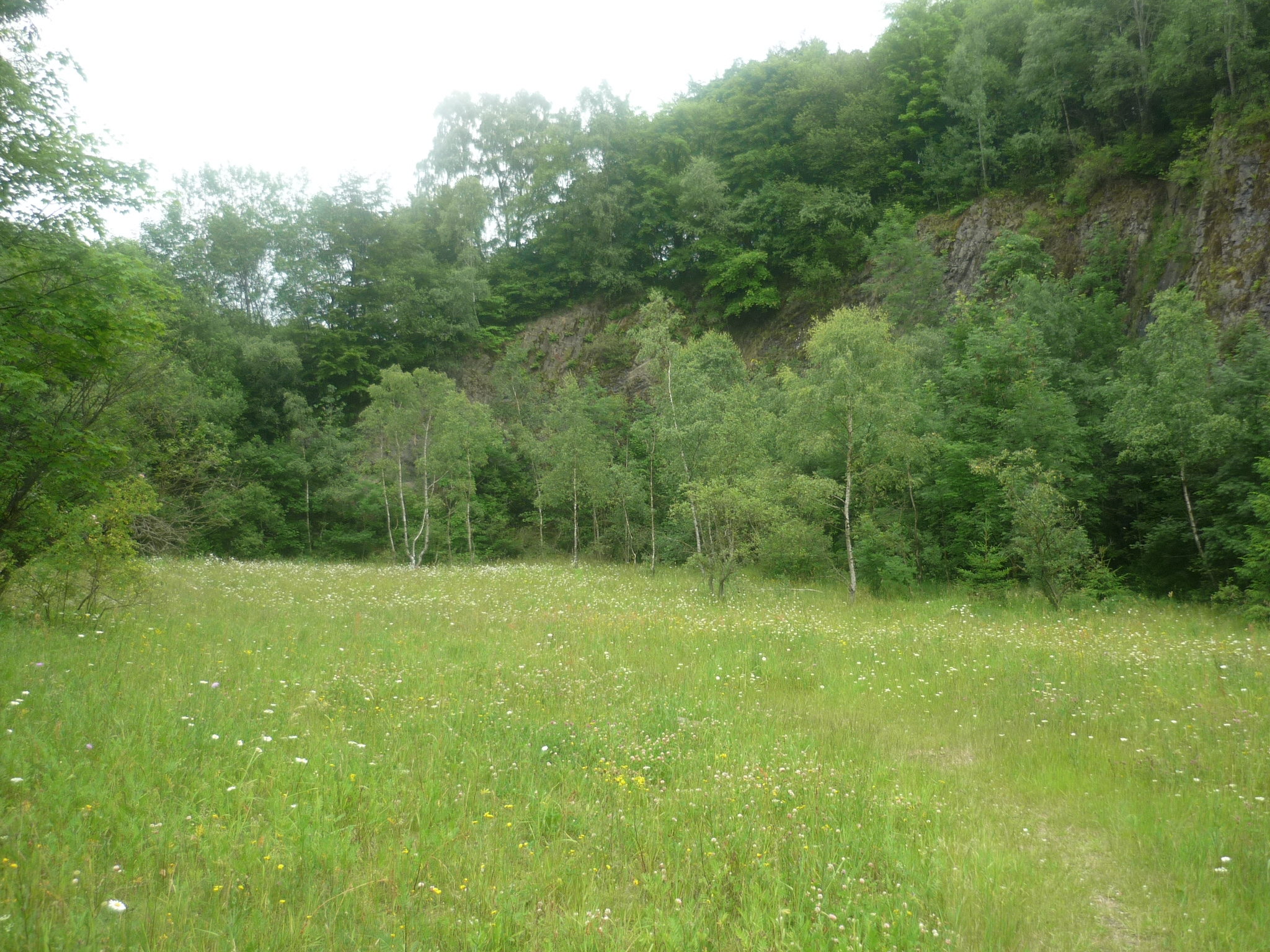
Bacher Lay
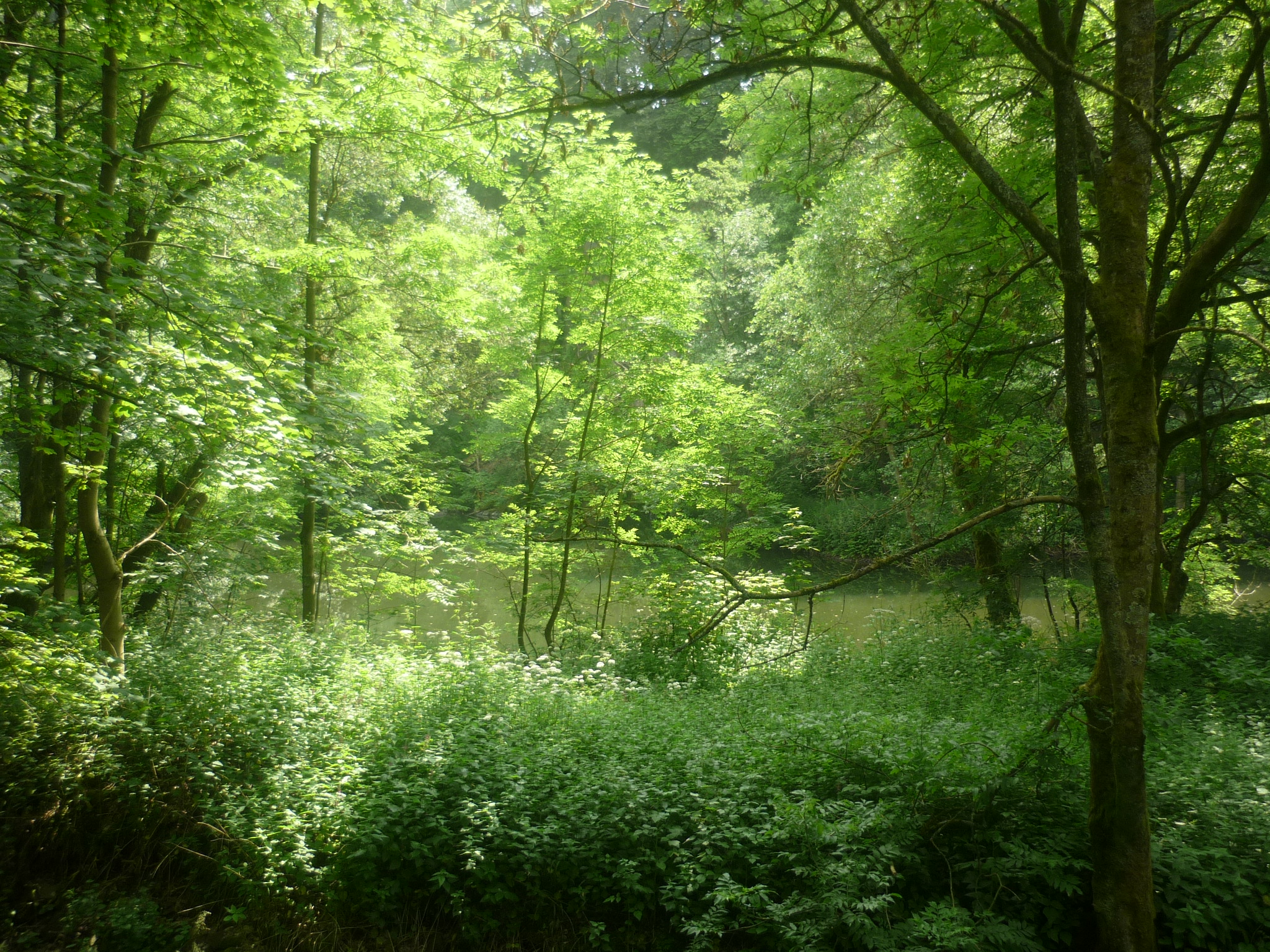
Bacher Lay